# Hemiculter krempfi
Hemiculter krempfi är en fiskart som beskrevs av Pellegrin och Chevey, 1938. Hemiculter krempfi ingår i släktet Hemiculter och familjen karpfiskar. IUCN kategoriserar arten globalt som otillräckligt studerad. Inga underarter finns listade i Catalogue of Life.